# Чинадійово II
Чинаді́єво II — пасажирський зупинний пункт Ужгородської дирекції Львівської залізниці.
Розташований у селищі Чинадійово Мукачівського району Закарпатської області між зупинними пунктами Карпати та Чинадієво.

## Історія
Станцію Чинадієво було відкрито 1886 року у складі залізниці Мукачеве — Воловець. Електрифіковано станцію 1956 року у складі залізниці Лавочне — Мукачеве, першої на Львівській залізниці електрифікованої ділянки.
У 2014 році станція переведена у розряд зупинних пунктів зі зміною назви на Чинадієво II. На зупинному пункті зупиняються лише приміські поїзди.